# Arterolane
Arterolane, còn được gọi là OZ277 hoặc RBx 11160, là một chất đã được thử nghiệm cho hoạt động chống sốt rét  của Ranbaxy Laboratories. Nó được phát hiện bởi các nhà khoa học Hoa Kỳ và Châu Âu, những người được điều phối bởi Liên doanh Thuốc chữa bệnh sốt rét (MMV). Cấu trúc phân tử của nó là không phổ biến cho các hợp chất dược lý ở chỗ nó có cả một ozonide (trioxolane) nhóm và một adamantane nhóm thế.
Kết quả ban đầu thật đáng thất vọng, và năm 2007 MMV đã rút hỗ trợ, sau khi đã đầu tư 20 triệu đô la vào nghiên cứu; Ranb Wax cho biết tại thời điểm đó, họ dự định tự mình tiếp tục phát triển sự kết hợp thuốc. Ranb Wax bắt đầu thử nghiệm lâm sàng giai đoạn II của arterolane, kết hợp với piperaquine vào năm 2009 được phát hành năm 2015.
Vào năm 2012, Ranb Wax đã đạt được sự chấp thuận cho thị trường thuốc kết hợp arterolane/piperaquine ở Ấn Độ, dưới tên thương hiệu Synriam, và vào năm 2014 đã nhận được sự chấp thuận để bán nó ở Nigeria, Uganda, Senegal, Cameroon, Guinea, Kenya và Bờ biển Ngà; nó đã nhận được sự chấp thuận ở Uganda.